# Heliopais
Heliopais is een geslacht van vogels uit de familie fuutkoeten (Heliornithidae). Het geslacht telt één soort.

## Soorten
- Heliopais personatus – Maskerfuutkoet

Kraanvogels · Koerlans · Trompetvogels · Rallen, porseleinhoentjes, waterhoentjes en koeten · Fuutkoeten · Sarothruridae